# 飯塚翔太
飯塚 翔太（いいづか しょうた、1991年6月25日 - ）は、日本の陸上競技選手、専門は短距離走。静岡県御前崎市出身。藤枝明誠高等学校・中央大学法学部卒業、ミズノ所属。2016年リオデジャネイロオリンピック4×100mリレー銀メダリスト。

## 経歴
2004年、中学1年時のジュニアオリンピックDクラス100mで優勝。2006年、中学3年時のジュニアオリンピックAクラス200mで優勝するなど早くから活躍を見せた。
2007年、藤枝明誠高校に入学、10月の国民体育大会少年男子B200mにおいて21秒71の記録で優勝した。肉離れを起こすなど怪我があったものの、2009年8月の全国高等学校総合体育大会では100mが10秒46で2位、200mでは21秒01で優勝した。10月には国民体育大会少年男子A100mを10秒38の記録で優勝した。
2010年4月、中央大学法学部に進学する。5月22日、第89回関東学生陸上競技対校選手権大会4×100mリレーにアンカーとして出場。早稲田大学の選手と競り合う状態でスタートしたが飯塚が10mの差をつけ、中央大学が38秒54の日本学生記録を樹立して優勝した。翌23日には200mに出場し、江里口匡史、安孫子充裕らを直線で交わして優勝した。6月の第94回日本陸上競技選手権大会の参加標準記録を突破していたが目標をカナダ・モンクトンで開催される世界ジュニア陸上競技選手権大会に絞り、日本学生陸上競技個人選手権大会200mを大会新記録で制した後、世界へと向かった。
2010年7月23日、世界ジュニア陸上競技選手権大会200mに出場し20秒67の記録で優勝した。男子日本選手による同大会での優勝は初めての快挙となった。毎日新聞に掲載された高野進日本陸上競技連盟強化委員長のコメントによると「後半の加速力と器用さがあり、ロンドン五輪に間に合う逸材」と説明されるなど、当時は身長184cm・体重78kgの身体を生かしたレース後半の強さが持ち味であった。
2011年4月、世界ジュニア選手権における金メダル獲得が評価され、平成22年度JOCスポーツ賞の新人賞を受賞した。
2012年6月の日本選手権において100mで4位、200mで2位の成績を残す。この結果を受け200m、400mリレーの2種目でロンドンオリンピック出場が決まった。8月、ロンドンオリンピック200m予選では20.81の3組5着で、準決勝進出を逃した。
男子4×100mリレーでは日本チーム（山縣亮太 - 江里口匡史 - 髙平慎士 - 飯塚）の第4走を務め、予選を38秒07の全体4番目の記録で通過。決勝では38秒35で4位入賞を果たした(USA失格、5位→4位に順位繰上げ)。
2013年5月3日、静岡国際200mを日本歴代3位の記録（日本学生新記録）となる20秒21で優勝し、8月に開催される世界選手権の派遣設定記録（日本陸連が定めた20秒29）を突破した。世界選手権代表内定をかけた6月の日本選手権200mは20秒31のセカンドベストで優勝し、日本選手権終了後はヨーロッパに遠征してからユニバーシアードへ向かった。ユニバーシアードは200mで銅メダル、400mリレーは第4走を務めて銀メダルを獲得した。7月23日、大学卒業後にミズノへ入社することが発表された。8月、世界選手権に初出場。200mは準決勝に進出するも、20秒61の2組7着で敗退した。400mリレーは第4走（桐生祥秀 - 藤光謙司 - 髙瀬慧 - 飯塚）を務め、予選ではシーズンベストの38秒23で決勝に進出し、決勝では38秒39の6位で2大会ぶり7回目の入賞を果たした（7番目でゴールしたが、イギリスが失格したため6位に繰り上がった）。9月の日本インカレ100m準決勝で10秒22の自己ベストを記録した。10月の東アジア競技大会に飯塚は選手団の主将として出場し、200mはケンブリッジ飛鳥に次ぐ銀メダル、400mリレーは第2走（山縣 - 飯塚 - ケンブリッジ - 大瀬戸一馬）を務めて大会新記録と日本学生新記録を樹立して優勝した。
2014年4月、ミズノに入社する。5月にバハマのナッソーで行われた世界リレーの4×100mに出場、日本チームのアンカーを務めて5位入賞に貢献し、来年行われる世界選手権同種目の出場権を獲得した。6月、日本選手権の200mに出場。連覇と9月のアジア競技大会日本代表入りを懸けて挑んだ。結果は3位に終わり連覇は逃したが、既にアジア競技大会の派遣設定記録Aを突破していたため、入賞で日本代表に内定した。同月15日、アメリカ・ニューヨークで行われたダイヤモンドリーグ第6戦のアディダスグランプリ200mに出場し、飯塚の所属するミズノの国際代理人が交渉をまとめてダイヤモンドリーグ初出場を果たしたが結果は21秒04の最下位に終わった。10月、アジア大会に出場。200mは4位、4×100mリレーは2走を務め2位に終わった。当日昼に出場を言い渡され、4×100mリレー決勝を走ってから55分後に走ることになった4×400mリレー決勝では、3走を務めて16年ぶりの金メダル獲得に貢献した。
2015年、3月に右太ももを痛めてスタートに出遅れるも徐々に調子を上げていき、6月の日本選手権200m予選で北京世界選手権の参加標準記録（20秒50）を突破した。しかし代表入りをかけて臨んだ決勝では直線の手前で飯塚は右ハムストリングスを痛め失速、最後は歩いてゴールしたものの途中棄権扱いとなり2大会連続の世界選手権日本代表入りを逃してしまった。
リオデジャネイロオリンピック男子4×100mリレーでは日本チーム（山縣亮太 - 飯塚 - 桐生祥秀 - ケンブリッジ飛鳥）の二走を務め、現地時間18日の予選で37秒68のアジア新記録をマーク、全体2位で決勝へ進出した。19日の決勝では予選のアジア記録を更新する37秒60で2位となり、銀メダルを獲得した。
2021年8月の東京オリンピック、陸上男子200m予選では21秒02の1組6着となり準決勝に進めなかった。
2024年7月4日、2024年パリオリンピックに派遣する日本代表選手に内定されたことが発表された。オリンピック4大会連続出場となる。
2024年パリオリンピックの陸上競技男子200メートルの予選では、4組目に出場したが20秒67のタイムで5着となり、各組の上位3着に入れず敗者復活ラウンドに回った。敗者復活ラウンドでは1組で20秒72の4着となり準決勝には進出できなかった。

## 人物・エピソード
- 飯塚はサッカーが盛んな静岡県出身だが子供の頃にサッカーはやっておらず、陸上を始める前にスイミングクラブに2年ほど通っていた[27]飯塚が陸上を始めたきっかけは小学3年生の時に地元で行われた陸上大会の100mで優勝し、地元にある陸上クラブの監督から誘われたため[28]。
- 身長が小学6年時で約170cm、中学1年時で約180cmという恵まれた体格が故に、成長痛や怪我に悩まされてまともに走れない時期があった[28][29]。
- 2005年のジュニアオリンピックでは専門外の走幅跳で8位に入っている。これは当時成長痛のために短距離を全力で走れず、しかしジュニアオリンピックにはどうしても出場したかったので走幅跳に取り組んで出場したものである（自己ベストは6m23）[27][28]。
- 高校2年の時からイメージトレーニングを取り入れていて、3年のインターハイ200m優勝の時はインタビューで言うことまで決めていたという[27]。
- 2010年の世界ジュニア選手権200mにはシーズンジュニア世界ランキング1位（20秒58）として臨んだが、アメリカ選手などは実力を信じていない様子で、予選の前にふざけ半分で握手を求めてきたという。決勝の前は緊張せず、前日からウイニングランや優勝インタビューを受けているシーンを10回以上イメージしたという[27]。
- 日本のトップレベルのスプリンターとしては珍しい長身選手で、ウサイン・ボルトも優勝した世界ジュニア選手権200mで日本人初の金メダルを獲得したことなどから「和製ボルト」の愛称を持つ[30]。高校時代のあだ名は「セカイ」[31]。
- 2017年11月25日放送のTBS「炎の体育会TV」で現役選手ながらマスク・ド・ランナーとして登場し、小学生チャンピオンに30mのハンデを与えて200m競争で敗北している。（高校生女子全国チャンピオンには20m、男子中学生全国2位には3mのハンディを与えて勝利した。）

## 自己記録
| 種目    | 記録   | 風速 | 年月日        | 場所             | 備考             |
| ------- | ------ | ---- | ------------- | ---------------- | ---------------- |
| 100m    | 10秒08 | +1.9 | 2017年6月4日  | 鳥取             | 日本歴代10位タイ |
| 200m    | 20秒11 | +1.8 | 2016年6月26日 | 名古屋           | 日本歴代3位      |
| 4×100mR | 37秒60 |      | 2016年8月19日 | リオデジャネイロ | 2走、日本歴代2位 |

### 年次記録
|                      | 100m           | 200m           |
| -------------------- | -------------- | -------------- |
| 2004年 （中学1年）   | 11秒60（0.0）  |                |
| 2005年 （中学2年）   | 11秒34（0.0）  | 23秒30（-0.1） |
| 2006年 （中学3年）   | 10秒92（+2.0） | 22秒29（+2.0） |
| 2007年 （高校1年）   | 10秒76（-2.5） | 21秒64（0.0）  |
| 2008年 （高校2年）   | 10秒68（-0.4） | 21秒32（-0.2） |
| 2009年 （高校3年）   | 10秒38（0.0）  | 21秒01（+1.6） |
| 2010年 （大学1年）   | 10秒45（+1.7） | 20秒58（-0.6） |
| 2011年 （大学2年）   | 10秒50（-0.6） | 20秒64（0.0）  |
| 2012年 （大学3年）   | 10秒35（+0.5） | 20秒45（0.0）  |
| 2013年 （大学4年）   | 10秒22（+0.3） | 20秒21（+1.4） |
| 2014年 (社会人1年)   | 10秒41（+1.0） | 20秒39（+0.8） |
| 2015年 (社会人2年)   | 10秒37（+1.6） | 20秒42（+1.4） |
| 2016年 （社会人3年） | 10秒36（+0.4） | 20秒11（+1.8） |
| 2017年 （社会人4年） | 10秒08（+1.9） | 20秒40（+0.2） |
| 2018年 （社会人5年） | 10秒21（-0.7） | 20秒34（+0.8） |
| 2019年 （社会人6年） | 10秒19（+2.0） | 20秒29（-0.1） |
| 2020年 （社会人7年） | 10秒13（+2.0） | 20秒47（+1.2） |
| 2021年 （社会人8年） | 10秒42（-0.1） | 20秒48（+1.4） |
| 2022年 （社会人9年） | 10秒25（+1.2） | 20秒34（-0.4） |

括弧内は風速（m/s）。+は追い風、-は向かい風。

## 主な成績
- 備考欄の記録は当時のもの

### 国際大会
| 年           | 大会                                      | 場所             | 種目    | 結果   | 記録             | 備考                                                  |
| ------------ | ----------------------------------------- | ---------------- | ------- | ------ | ---------------- | ----------------------------------------------------- |
| 2009（高3）  | 日韓中ジュニア交流                        | 木浦             | 200m    | 優勝   | 21秒43（-1.4）   |                                                       |
| 2009（高3）  | 日韓中ジュニア交流                        | 木浦             | 200m    | 優勝   | 21秒61（-1.3）   |                                                       |
| 2009（高3）  | 日韓中ジュニア交流                        | 木浦             | 4x100mR | 2位    | 41秒19（2走）    |                                                       |
| 2009（高3）  | 日韓中ジュニア交流                        | 木浦             | 4x100mR | 2位    | 41秒11（2走）    |                                                       |
| 2010（高3）  | 日中ジュニア室内                          | 大阪             | 200m    | 2位    | 22秒57           |                                                       |
| 2010（大1）  | 世界ジュニア選手権                        | モンクトン       | 200m    | 優勝   | 20秒67（+0.5）   | 日本人初の短距離種目金メダル                          |
| 2010（大1）  | 世界ジュニア選手権                        | モンクトン       | 4x100mR | 4位    | 39秒89（4走）    |                                                       |
| 2011（大2）  | アジア選手権                              | 神戸             | 200m    | 4位    | 21秒10（-0.4）   |                                                       |
| 2011（大2）  | ユニバーシアード (en)                     | 深圳             | 200m    | 準決勝 | 21秒02（-0.1）   |                                                       |
| 2011（大2）  | ユニバーシアード (en)                     | 深圳             | 4x100mR | 予選   | DQ（4走）        |                                                       |
| 2012（大3)） | オリンピック                              | ロンドン         | 200m    | 予選   | 20秒81（+1.1）   | 全体36位                                              |
| 2012（大3)） | オリンピック                              | ロンドン         | 4x100mR | 4位    | 38秒35（4走）    | 予選38秒07：日本歴代2位 大会後に順位繰上げ（5位→4位） |
| 2013（大4）  | ユニバーシアード (en)                     | カザン           | 200m    | 3位    | 20秒33（+2.4）   |                                                       |
| 2013（大4）  | ユニバーシアード (en)                     | カザン           | 4x100mR | 2位    | 39秒12（4走）    |                                                       |
| 2013（大4）  | 世界選手権                                | モスクワ         | 200m    | 準決勝 | 20秒61（0.0）    | 全体18位                                              |
| 2013（大4）  | 世界選手権                                | モスクワ         | 4x100mR | 6位    | 38秒39（4走）    |                                                       |
| 2013（大4）  | 東アジア大会 (en)                         | 天津             | 200m    | 2位    | 21秒01（-0.3）   |                                                       |
| 2013（大4）  | 東アジア大会 (en)                         | 天津             | 4x100mR | 優勝   | 38秒44（2走）    | 日本学生記録 (混成) 大会記録                          |
| 2014（社1）  | 世界リレー (en)                           | ナッソー         | 4x100mR | 5位    | 38秒40（4走）    |                                                       |
| 2014（社1）  | ダイヤモンドリーグ (アディダスグランプリ) | ニューヨーク     | 200m    | 8位    | 21秒04（-0.2）   |                                                       |
| 2014（社1）  | アジア大会                                | 仁川             | 200m    | 4位    | 20秒87（+0.3）   |                                                       |
| 2014（社1）  | アジア大会                                | 仁川             | 4x100mR | 2位    | 38秒49（2走）    |                                                       |
| 2014（社1）  | アジア大会                                | 仁川             | 4x400mR | 優勝   | 3分01秒88（3走） | 決勝のみ出場                                          |
| 2016（社3）  | ダイヤモンドリーグ (ヘラクレス)           | モナコ           | 200m    | 5位    | 20秒39（+0.1）   |                                                       |
| 2016（社3）  | オリンピック                              | リオデジャネイロ | 200m    | 予選   | 20秒49（+0.3）   | 全体30位                                              |
| 2016（社3）  | オリンピック                              | リオデジャネイロ | 4x100mR | 2位    | 37秒60（2走）    | アジア記録                                            |
| 2017（社4）  | 世界選手権                                | ロンドン         | 200m    | 準決勝 | 20秒62（+2.1）   | 全体16位                                              |
| 2017（社4）  | 世界選手権                                | ロンドン         | 4x100mR | 3位    | 38秒04（2走）    |                                                       |
| 2018（社5）  | ダイヤモンドリーグ (ロンドングランプリ)   | ロンドン         | 4x100mR | 2位    | 38秒09（2走）    |                                                       |
| 2018（社5）  | アジア大会                                | ジャカルタ       | 200m    | 6位    | 20秒68（+0.7）   |                                                       |
| 2018（社5）  | アジア大会                                | ジャカルタ       | 4x400mR | 3位    | 3分01秒94（4走） |                                                       |
| 2019（社6）  | 世界選手権                                | ドーハ           | 4x400mR | 予選   | 3分02秒05（2走） | 全体9位                                               |
| 2021（社8）  | オリンピック                              | 東京             | 200m    | 予選   | 21秒02（-0.3）   |                                                       |

### 日本選手権
- リレー種目は日本選手権リレーの成績

| 年          | 大会    | 場所     | 種目    | 結果 | 記録             | 備考               |
| ----------- | ------- | -------- | ------- | ---- | ---------------- | ------------------ |
| 2010（大1） | 第94回  | 横浜市   | 4x100mR | 予選 | DQ（4走）        |                    |
| 2011（大2） | 第95回  | 熊谷市   | 200m    | 4位  | 20秒64（0.0）    |                    |
| 2011（大2） | 第95回  | 横浜市   | 4x100mR | 優勝 | 39秒48（2走）    |                    |
| 2011（大2） | 第95回  | 横浜市   | 4x400mR | 優勝 | 3分05秒02（2走） | 大会記録           |
| 2012（大3） | 第96回  | 大阪市   | 100m    | 4位  | 10秒36（0.0）    |                    |
| 2012（大3） | 第96回  | 大阪市   | 200m    | 2位  | 20秒45（0.0）    |                    |
| 2012（大3） | 第96回  | 横浜市   | 4x100mR | 予選 | DNF（4走）       |                    |
| 2013（大4） | 第97回  | 調布市   | 200m    | 優勝 | 20秒31（+0.9）   |                    |
| 2014（社1） | 第98回  | 福島市   | 200m    | 3位  | 20秒66（+0.9）   |                    |
| 2015（社2） | 第99回  | 新潟市   | 200m    | 決勝 | DNF              | 予選20秒42（+1.4） |
| 2016（社3） | 第100回 | 名古屋市 | 200m    | 優勝 | 20秒11（+1.8）   | 日本歴代2位        |
| 2017（社4） | 第101回 | 大阪市   | 200m    | 3位  | 20秒55（+0.3）   |                    |
| 2018（社5） | 第102回 | 山口市   | 200m    | 優勝 | 20秒34（+0.8）   |                    |
| 2019（社6） | 第103回 | 福岡市   | 100m    | 4位  | 10秒24（-0.3）   |                    |
| 2019（社6） | 第103回 | 福岡市   | 200m    | 予選 | DNF              |                    |
| 2020（社7） | 第104回 | 新潟市   | 100m    | 4位  | 10秒33（-0.2）   |                    |
| 2020（社7） | 第104回 | 新潟市   | 200m    | 優勝 | 20秒75（-0.5）   |                    |
| 2021（社8） | 第105回 | 大阪市   | 200m    | 6位  | 20秒93（+1.0）   |                    |

### その他
- 主要大会を記載

| 年          | 大会                           | 場所                         | 種目    | 結果      | 記録             | 備考                              |
| ----------- | ------------------------------ | ---------------------------- | ------- | --------- | ---------------- | --------------------------------- |
| 2003（小6） | 全国小学生陸上                 | 東京都                       | 100m    | 準決勝    | 12秒99（-1.1）   |                                   |
| 2004（中1） | ジュニアオリンピック           | 横浜市                       | 100m    | 優勝      | 11秒60（0.0）    |                                   |
| 2004（中1） | ジュニアオリンピック           | 横浜市                       | 4x100mR | 4位       | 43秒39 (3走)     |                                   |
| 2005（中2） | ジュニアオリンピック           | 横浜市                       | 走幅跳  | 8位       | 6m08（+1.4）     |                                   |
| 2006（中3） | 全日本中学校選手権             | 丸亀市                       | 100m    | 予選      | DNS              |                                   |
| 2006（中3） | 全日本中学校選手権             | 丸亀市                       | 200m    | 予選      | 23秒17（-2.8）   |                                   |
| 2006（中3） | ジュニアオリンピック           | 横浜市                       | 200m    | 優勝      | 22秒41（0.0）    |                                   |
| 2006（中3） | ジュニアオリンピック           | 横浜市                       | 4x100mR | 7位       | 43秒73（4走）    |                                   |
| 2007（高1） | インターハイ                   | 佐賀市                       | 4x100mR | 7位       | 41秒42（4走）    |                                   |
| 2007（高1） | 国民体育大会                   | 秋田市                       | 200m    | 優勝      | 21秒71（-1.7）   | 同着                              |
| 2007（高1） | 国民体育大会                   | 秋田市                       | 4x100mR | 準決勝    | 40秒90（3走）    |                                   |
| 2008（高2） | 静岡国際                       | 袋井市                       | 200m    | 予選      | 21秒61（-1.2）   |                                   |
| 2008（高2） | インターハイ                   | 熊谷市                       | 4x100mR | 3位       | 41秒02（2走）    |                                   |
| 2009（高3） | インターハイ                   | 奈良市                       | 100m    | 2位       | 10秒46（+1.1）   |                                   |
| 2009（高3） | インターハイ                   | 奈良市                       | 200m    | 優勝      | 21秒01（+1.6）   | 静岡県高校記録                    |
| 2009（高3） | インターハイ                   | 奈良市                       | 4x100mR | 5位       | 41秒09（2走）    |                                   |
| 2009（高3） | 国民体育大会                   | 新潟市                       | 100m    | 優勝      | 10秒38（0.0）    | 自己ベスト                        |
| 2010（大1） | 静岡国際                       | 袋井市                       | 200m    | 決勝      | DNS              | 予選20秒58（-0.6）：自己ベスト    |
| 2010（大1） | 関東インカレ                   | 東京都                       | 100m    | 2位       | 10秒58（-0.4）   |                                   |
| 2010（大1） | 関東インカレ                   | 東京都                       | 200m    | 優勝      | 20秒76（-0.5）   |                                   |
| 2010（大1） | 関東インカレ                   | 東京都                       | 4x100mR | 優勝      | 38秒54（4走）    | 日本学生記録                      |
| 2010（大1） | 日本学生個人選手権             | 平塚市                       | 200m    | 優勝      | 20秒95（+2.0）   | 大会記録                          |
| 2010（大1） | 日本インカレ                   | 東京都                       | 200m    | 2位       | 20秒70（+3.8）   |                                   |
| 2010（大1） | 日本インカレ                   | 東京都                       | 4x100mR | 2位       | 39秒62（4走）    |                                   |
| 2010（大1） | 国民体育大会                   | 千葉市                       | 100m    | 5位       | 10秒45（+1.7）   |                                   |
| 2010（大1） | 国民体育大会                   | 千葉市                       | 4x100mR | 優勝      | 39秒83（4走）    |                                   |
| 2010（大1） | 日本ジュニア選手権             | 名古屋市                     | 200m    | 2位       | 20秒90（+1.1）   |                                   |
| 2011（大2） | 静岡国際                       | 袋井市                       | 200m    | 2位       | 20秒70（+0.5）   |                                   |
| 2011（大2） | ゴールデングランプリ川崎       | 川崎市                       | 4x100mR | 2位       | 38秒94（4走）    |                                   |
| 2011（大2） | 関東インカレ                   | 東京都                       | 4x100mR | 予選      | 39秒19（4走）    | 決勝進出                          |
| 2011（大2） | 日本インカレ                   | 熊本市                       | 200m    | 優勝      | 20秒67（0.0）    |                                   |
| 2011（大2） | 日本インカレ                   | 熊本市                       | 4x100mR | 優勝      | 38秒85（4走）    |                                   |
| 2011（大2） | 国民体育大会                   | 山口市                       | 4x100mR | 優勝      | 39秒83（4走）    |                                   |
| 2012（大3） | 静岡国際                       | 袋井市                       | 200m    | 4位       | 20秒85（-0.3）   |                                   |
| 2012（大3） | 静岡国際                       | 袋井市                       | 4x100mR | 4位       | 39秒08（4走）    |                                   |
| 2012（大3） | 関東インカレ                   | 東京都                       | 100m    | 優勝      | 10秒40（-1.2）   |                                   |
| 2012（大3） | 関東インカレ                   | 東京都                       | 200m    | 予選      | DNF              |                                   |
| 2012（大3） | 関東インカレ                   | 東京都                       | 4x100mR | 予選      | 40秒20（4走）    | 決勝進出                          |
| 2012（大3） | 日本インカレ                   | 東京都                       | 100m    | 優勝      | 10秒71（-2.9）   |                                   |
| 2012（大3） | 日本インカレ                   | 東京都                       | 200m    | 予選      | 40秒41（-2.1）   |                                   |
| 2012（大3） | 日本インカレ                   | 東京都                       | 4x100mR | 3位       | 39秒33（2走）    |                                   |
| 2012（大3） | 国民体育大会                   | 岐阜市                       | 4x100mR | 優勝      | 39秒70（4走）    |                                   |
| 2013（大3） | テキサスリレー                 | オースティン                 | 100m    | 8位       | 10秒25（+2.2）   |                                   |
| 2013（大4） | フロリダリレー                 | ゲインズビル                 | 200m    | 決勝      | 20秒82（+1.3）   |                                   |
| 2013（大4） | 織田記念国際                   | 広島市                       | 100m    | 7位       | 10秒39（+2.7）   |                                   |
| 2013（大4） | 静岡国際                       | 袋井市                       | 200m    | 優勝      | 20秒21（+1.4）   | 日本歴代3位 日本学生記録 大会記録 |
| 2013（大4） | 関東インカレ                   | 東京都                       | 100m    | 2位       | 10秒50（-1.4）   |                                   |
| 2013（大4） | 関東インカレ                   | 東京都                       | 4x100mR | 優勝      | 38秒75（4走）    |                                   |
| 2013（大4） | ヤヌス・クソチンスキー記念     | シュチェチン                 | 200m    | 3位       | 21秒03（-1.2）   |                                   |
| 2013（大4） | ヴィラ・デ・ビルバオ国際       | ビルバオ                     | 100m    | 予選      | 10秒34（+1.9）   |                                   |
| 2013（大4） | トワイライト・ゲームス         | 東京都                       | 4x100mR | -         | 38秒90（4走）    | オープン参加                      |
| 2013（大4） | 日本インカレ                   | 東京都                       | 100m    | 2位       | 10秒35（+0.5）   |                                   |
| 2013（大4） | 日本インカレ                   | 東京都                       | 4x100mR | 優勝      | 38秒77（4走）    |                                   |
| 2013（大4） | 日本インカレ                   | 東京都                       | 4x400mR | 優勝      | 3分06秒18（2走） |                                   |
| 2014（大4） | テキサスリレー                 | オースティン                 | 4x100mR | 2位       | 38秒71（4走）    |                                   |
| 2014（社1） | 静岡国際                       | 袋井市                       | 200m    | 優勝      | 20秒39（+0.8）   |                                   |
| 2014（社1） | ゴールデングランプリ東京       | 東京都                       | 200m    | 7位       | 21秒24（-1.2）   |                                   |
| 2014（社1） | パーヴォ・ヌルミゲームズ       | トゥルク                     | 100m    | 優勝      | 10秒41（+1.0）   |                                   |
| 2014（社1） | スロベニア・グランプリ         | ヴェレニエ                   | 100m    | 4位       | 10秒63（-0.3）   |                                   |
| 2014（社1） | ジュライ・イシュトヴァーン記念 | セーケシュフェヘールヴァール | 200m    | 5位       | 21秒21（-2.0）   |                                   |
| 2014（社1） | Spitzen Leichtathletik Luzern  | ルツェルン                   | 200m    | 4位       | 21秒00（+0.5）   |                                   |
| 2014（社1） | ミーティング・マドリード       | マドリード                   | 200m    | 第2レース | DQ               | フライング                        |
| 2014（社1） | 全日本実業団選手権             | 山口市                       | 200m    | 2位       | 20秒80（0.0）    |                                   |
| 2014（社1） | 全日本実業団選手権             | 山口市                       | 4x100mR | 2位       | 39秒37（4走）    |                                   |
| 2014（社1） | 全日本実業団選手権             | 山口市                       | 4x400mR | 優勝      | 3分07秒53（2走） |                                   |
| 2014（社1） | 国民体育大会                   | 諫早市                       | 4x100mR | 3位       | 39秒73（2走）    |                                   |
| 2015（社2） | 織田記念国際                   | 広島市                       | 200m    | B決勝7位  | 21秒25（+2.6）   |                                   |
| 2015（社2） | 静岡国際                       | 袋井市                       | 200m    | 4位       | 20秒95（+0.2）   | ノングランプリ                    |
| 2015（社2） | ゴールデングランプリ川崎       | 川崎市                       | 200m    | 5位       | 20秒79（-0.5）   |                                   |
| 2015（社2） | 東日本実業団選手権             | 熊谷市                       | 100m    | 2位       | 10秒47（-2.1）   |                                   |
| 2015（社2） | 全日本実業団選手権             | 岐阜市                       | 4x100mR | 2位       | 39秒62（2走）    |                                   |
| 2015（社2） | 全日本実業団選手権             | 岐阜市                       | 4x400mR | 優勝      | 3分07秒36（2走） |                                   |
| 2015（社2） | 国民体育大会                   | 和歌山市                     | 4x100mR | 優勝      | 39秒79（4走）    |                                   |
| 2016（社3） | タイガートラッククラシック     | オーバーン                   | 100m    | 2位       | 10秒41（+0.1）   |                                   |
| 2016（社3） | タイガートラッククラシック     | オーバーン                   | 200m    | 優勝      | 20秒49（+1.1）   |                                   |
| 2016（社3） | 静岡国際                       | 袋井市                       | 200m    | 優勝      | 20秒38（+1.0）   |                                   |
| 2016（社3） | ゴールデングランプリ川崎       | 川崎市                       | 200m    | 2位       | 20秒40（-0.6）   |                                   |
| 2016（社3） | 東日本実業団選手権             | 熊谷市                       | 100m    | 準決勝    | DNS              | 予選10秒27（+2.2）                |
| 2016（社3） | 東日本実業団選手権             | 熊谷市                       | 200m    | 決勝      | DNS              | 予選20秒46（+2.5）                |
| 2016（社3） | リエージュ国際                 | リエージュ                   | 100m    | 3位       | 10秒36（+0.4）   |                                   |
| 2016（社3） | ジュライ・イシュトヴァーン記念 | セーケシュフェヘールヴァール | 200m    | 5位       | 20秒67（+0.7）   |                                   |
| 2016（社3） | 全日本実業団選手権             | 大阪市                       | 200m    | 優勝      | 20秒57（0.0）    |                                   |
| 2016（社3） | 全日本実業団選手権             | 大阪市                       | 4x100mR | 優勝      | 39秒37（2走）    |                                   |
| 2016（社3） | 全日本実業団選手権             | 大阪市                       | 4x400mR | 優勝      | 3分04秒51（2走） |                                   |
| 2016（社3） | 国民体育大会                   | 北上市                       | 4x100mR | 3位       | 40秒07（4走）    |                                   |
| 2017（社4） | タイガートラッククラシック     | オーバーン                   | 200m    | 4位       | 20秒73（+2.2）   |                                   |
| 2017（社4） | マウント・サック・リレー       | トーランス                   | 100m    | 優勝      | 10秒24（+2.1）   |                                   |
| 2017（社4） | 静岡国際                       | 袋井市                       | 200m    | 2位       | 20秒50（+0.2）   |                                   |
| 2017（社4） | ゴールデングランプリ川崎       | 川崎市                       | 200m    | 5位       | 21秒10（-2.0）   |                                   |
| 2017（社4） | 布勢スプリント                 | 鳥取市                       | 100m    | 優勝      | 10秒08（+1.9）   | 日本歴代7位                       |
| 2017（社4） | ミーティング・マドリード       | マドリード                   | 200m    | 4位       | 20秒69（0.0）    |                                   |
| 2017（社4） | 全日本実業団選手権             | 大阪市                       | 100m    | 2位       | 10秒24（+0.2）   |                                   |
| 2017（社4） | 全日本実業団選手権             | 大阪市                       | 4x100mR | 決勝      | DQ（2走）        |                                   |
| 2017（社4） | 全日本実業団選手権             | 大阪市                       | 4x400mR | 優勝      | 3分08秒82（2走） |                                   |
| 2017（社4） | 国民体育大会                   | 松山市                       | 4x100mR | 3位       | 39秒79（4走）    |                                   |
| 2018 (社5)  | ゴールデングランプリ長居       | 大阪市                       | 200m    | 8位       | 20秒75（+0.9）   |                                   |
| 2018 (社5)  | ゴールデングランプリ長居       | 大阪市                       | 4x100mR | 優勝      | 37秒85（2走）    | 大会記録                          |
| 2018 (社5)  | 布勢スプリント                 | 鳥取市                       | 100m    | 2位       | 10秒21（-0.7）   |                                   |
| 2018 (社5)  | ルツェルン国際                 | ルツェルン                   | 200m    | 6位       | 20秒47（+0.9）   |                                   |
| 2018 (社5)  | Kortrijkse Guldensporenmeeting | コルトレイク                 | 100m    | 4位       | 10秒31（-0.9）   |                                   |
| 2018 (社5)  | 全日本実業団選手権             | 大阪市                       | 200m    | 優勝      | 20秒60（+0.1）   |                                   |
| 2018 (社5)  | 全日本実業団選手権             | 大阪市                       | 4x400mR | 2位       | 3分10秒96（2走） |                                   |
| 2018 (社5)  | 国民体育大会                   | 福井市                       | 4x100mR | 準決勝    | 40秒10（4走）    |                                   |
| 2019（社6） | ゴールデングランプリ長居       | 大阪市                       | 200m    | 6位       | 20秒76（-0.4）   |                                   |